# Arnouville
Arnouville és un municipi francès, situat al departament de Val-d'Oise i a la regió de Illa de França. L'any 2007 tenia 13.215 habitants.
Forma part del cantó de Garges-lès-Gonesse, del districte de Sarcelles i de la Comunitat d'aglomeració Roissy Pays de France.

## Demografia

### Població
El 2007 la població de fet d'Arnouville era de 13.215 persones. Hi havia 4.722 famílies, de les quals 1.190 eren unipersonals (405 homes vivint sols i 785 dones vivint soles), 1.192 parelles sense fills, 1.882 parelles amb fills i 458 famílies monoparentals amb fills.
La població ha evolucionat segons el següent gràfic:
Habitants censats

### Habitatges
El 2007 hi havia 5.225 habitatges, 4.849 eren l'habitatge principal de la família, 57 eren segones residències i 319 estaven desocupats. 3.721 eren cases i 1.488 eren apartaments. Dels 4.849 habitatges principals, 3.725 estaven ocupats pels seus propietaris, 1.024 estaven llogats i ocupats pels llogaters i 100 estaven cedits a títol gratuït; 128 tenien una cambra, 469 en tenien dues, 1.255 en tenien tres, 1.353 en tenien quatre i 1.644 en tenien cinc o més. 3.625 habitatges disposaven pel capbaix d'una plaça de pàrquing. A 2.429 habitatges hi havia un automòbil i a 1.603 n'hi havia dos o més.

### Piràmide de població
La piràmide de població per edats i sexe el 2009 era:
| Homes | Edats   | Dones |
| ----- | ------- | ----- |
| 0     | 95 o +  | 5     |
| 8     | 90 a 94 | 24    |
| 63    | 85 a 89 | 94    |
| 46    | 80 a 84 | 95    |
| 140   | 75 a 79 | 194   |
| 235   | 70 a 74 | 275   |
| 253   | 65 a 69 | 317   |
| 304   | 60 a 64 | 294   |
| 302   | 55 a 59 | 317   |
| 514   | 50 a 54 | 516   |
| 476   | 45 a 49 | 491   |
| 455   | 40 a 44 | 490   |
| 452   | 35 a 39 | 415   |
| 362   | 30 a 34 | 382   |
| 422   | 25 a 29 | 480   |
| 394   | 20 a 24 | 457   |
| 445   | 15 a 19 | 441   |
| 403   | 10 a 14 | 396   |
| 397   | 5 a 9   | 339   |
| 348   | 0 a 4   | 280   |

## Economia
El 2007 la població en edat de treballar era de 8.710 persones, 6.360 eren actives i 2.350 eren inactives. De les 6.360 persones actives 5.506 estaven ocupades (2.895 homes i 2.611 dones) i 853 estaven aturades (414 homes i 439 dones). De les 2.350 persones inactives 618 estaven jubilades, 976 estaven estudiant i 756 estaven classificades com a «altres inactius».

### Ingressos
El 2009 a Arnouville hi havia 4.815 unitats fiscals que integraven 13.844 persones, la mediana anual d'ingressos fiscals per persona era de 18.285 €.

### Activitats econòmiques
Dels 752 establiments que hi havia el 2007, 14 eren d'empreses alimentàries, 5 d'empreses de fabricació de material elèctric, 22 d'empreses de fabricació d'altres productes industrials, 198 d'empreses de construcció, 187 d'empreses de comerç i reparació d'automòbils, 65 d'empreses de transport, 45 d'empreses d'hostatgeria i restauració, 13 d'empreses d'informació i comunicació, 18 d'empreses financeres, 15 d'empreses immobiliàries, 64 d'empreses de serveis, 69 d'entitats de l'administració pública i 37 d'empreses classificades com a «altres activitats de serveis».
Dels 257 establiments de servei als particulars que hi havia el 2009, 2 eren oficines de correu, 8 oficines bancàries, 1 funerària, 9 tallers de reparació d'automòbils i de material agrícola, 3 autoescoles, 43 paletes, 17 guixaires pintors, 15 fusteries, 23 lampisteries, 20 electricistes, 49 empreses de construcció, 14 perruqueries, 2 agències de treball temporal, 34 restaurants, 8 agències immobiliàries, 4 tintoreries i 5 salons de bellesa.
Dels 64 establiments comercials que hi havia el 2009, 4 eren supermercats, 12 botiges de menys de 120 m², 10 fleques, 12 carnisseries, 3 llibreries, 13 botigues de roba, 1 una botiga d'equipament de la llar, 3 botigues d'electrodomèstics, 1 una botiga de material de revestiment de parets i terra, 2 joieries i 3 floristeries.
L'any 2000 a Arnouville hi havia 5 explotacions agrícoles.

## Equipaments sanitaris i escolars
El 2009 hi havia 1 psiquiàtric, 5 farmàcies i 1 ambulància.
El 2009 hi havia 4 escoles maternals i 4 escoles elementals. A Arnouville hi havia 1 col·legi d'educació secundària i 1 liceu tecnològic. Als col·legis d'educació secundària hi havia 611 alumnes i als liceus tecnològics 551.

## Poblacions més properes
El següent diagrama mostra les poblacions més properes.